# Тугомир
Тугомир або Тугумир, Тегомир (*між 870 та 880 —після 940) — князь слов'янського племені стодорян з 938 року.

## Життєпис
Син Баклабича, князя стодорян. Разом з батьком продовжував політику попередніх князів щодо спротиву наступу Східно-Франкського королівство на землі стодорян та їх союзників з полабських та лужицьких слов'ян. Цьому сприяв шлюб його сестри Драгоміри з чеським князем Вратиславом I.
Втім у 928 році під час війни з Генріхом I Птахоловом, королем Німеччини, війська стодорян зазнали поразки, за словами літописця, «при посередництві голоду, заліза та холоду» Баклабич вимушений був здати свою столицю Бранібор.
Тугомир разом з родиною опинився у заручниках, його було відправлено до Саксонії задля забезпечення вірності стодорян королівській владі. У 932 році після смерті Баклабича новим князем став не Тугомир, а його небіж.
Лише після смерті Генріха I у 936 році, становище Тугомира поліпшилося завдяки допомозі сестри або доньки (ім'я невідоме), яка була коханкою нового короля Оттона I (від цього зв'язку народився Вільгельм, майбутній архієпископ Майнца). У 938 або 940 році Тугомир прийняв християнство, після чого повернувся до Бранібора, де зумів підступно вбити свого небожа-князя.
В подальшому залишався вірним союзником німців, придушуючи можливі заворушення стодорян проти королівської влади. За різними свідченнями, Тугомир у 939 році брав участь у змові саксонського маркграфа Геро, коли було підступно вбито 30 вождів племен лужичан. За різними версіями, загинув під час повстання полабських та лужицьких слов'ян у 940-х роках. Втім, можливо, панував над стодорянами до середини 950-х років. Цим завдячував маркграфу Геро. Відповідно до останніх обставин у 948 році підтримав заснування Браніборської єпископії на чолі з Дітмаром.
Помер 25 травня (рік невідомий), про що йдеться в некролозі монастиря Мелленбек. Наслідував йому син Прібислав.